# Campylospermum dusenii
Campylospermum dusenii là một loài thực vật có hoa trong họ Ochnaceae. Loài này được (Gilg) comb. ined. mô tả khoa học đầu tiên.